# Cyrtandra constricta
Cyrtandra constricta är en tvåhjärtbladig växtart som beskrevs av Adolph Daniel Edward Elmer. Cyrtandra constricta ingår i släktet Cyrtandra och familjen Gesneriaceae. Inga underarter finns listade i Catalogue of Life.